# تفنگ جنگی

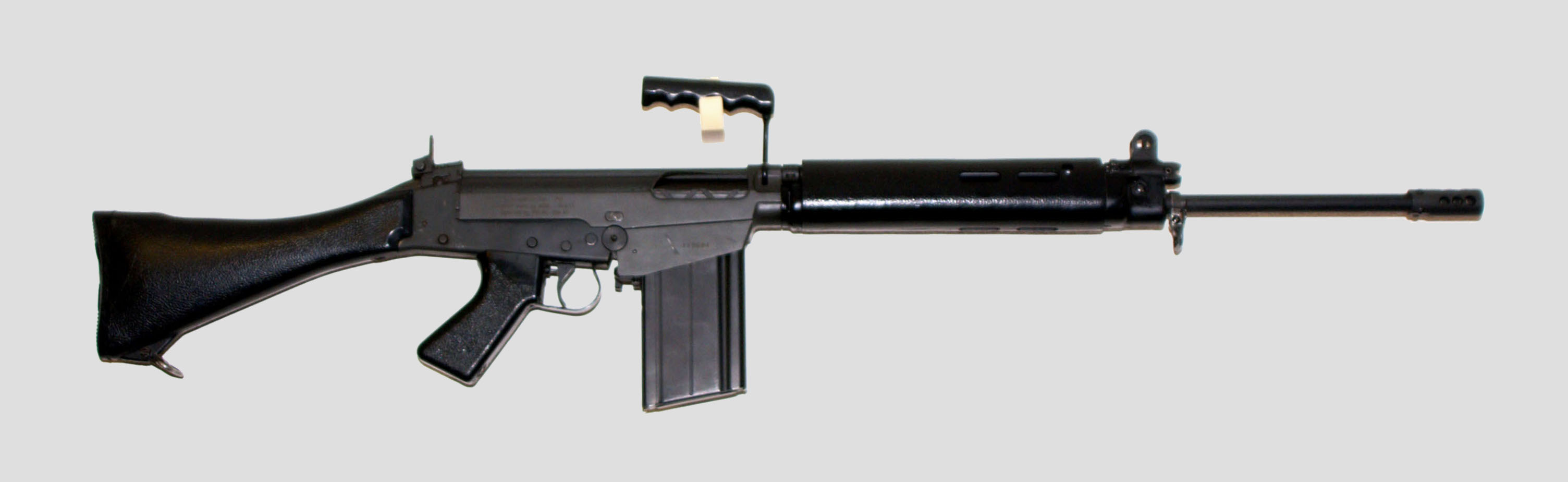
اف‌ان فال تفنگ جنگی بلژیکی.

تفنگ جنگی (به انگلیسی: Battle rifle) تفنگ خودکاری است که از فشنگهای پرقدرت ۷٫۶۲x۵۱ م‌م یا ۷٫۶۲x۵۴ م‌م که به وسیله خشاب به سلاح ملحق می‌شوند، استفاده می‌کند و حداقل برد مفید آن بیشتر از تفنگ تهاجمی است.

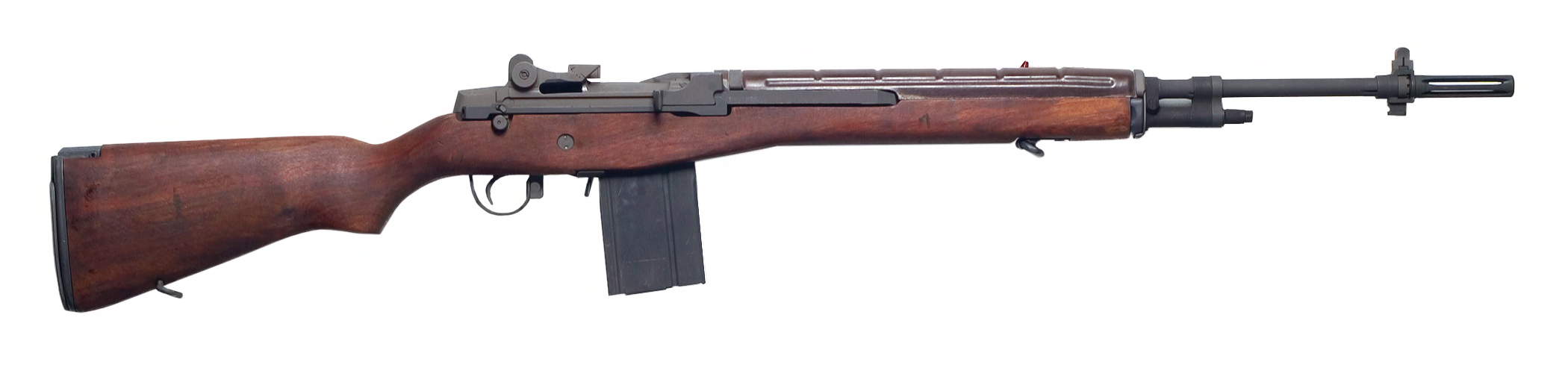
تفنگ ام۱۴ تفنگ جنگی آمریکایی.

از نمونه‌های معروف تفنگ جنگی می‌توان به اف‌ان فال، تفنگ ام۱۴ و هکلر و کخ ژ-۳ اشاره کرد.

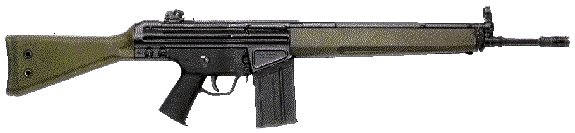
هکلر و کخ ژ-۳ تفنگ جنگی آلمانی.

همچنین تفنگ های جنگی و تهاجمی مدرن ‌مانند m16,m4,تفنگ های hk میتوان نام برد. تفنگ‌های تهاجمی پس از جنگ جهانی دوم به مرور جای تفنگ‌های جنگی را به عنوان سلاح اصلی نیروهای پیاده نظام در اغلب ارتش‌های دنیا گرفتند. این کار در شوروی با تفنگ آکا-۴۷ (اولین تفنگ خانواده کلاشنیکف) در اواخر دهه ۱۹۴۰ و در آمریکا با تفنگ ام-۱۶ در اواخر دهه ۱۹۶۰ انجام شد. تفاوت تفنگ تهاجمی با تفنگ جنگی استفاده از فشنگ متوسط به جای فشنگ پرقدرت و در نتیجه اندازه و وزن کمتر آن و مناسبتر برای آتش رگبار است. تفاوت این سلاح با مسلسل دستی هم این است که مسلسل‌های دستی از فشنگ سلاح کمری استفاده می‌کنند. تفاوت آن با تیربار سبک هم این است که تیربار سبک به منظور قدرت رگبار شدیدتر و طولانی‌تر به عنوان آتش حمایتی برای دسته‌های کوچک ساخته شده‌است.